# پائولو ناپلتانو
پائولو ناپلتانو (انگلیسی: Paolo Napoletano؛ زادهٔ ۴ فوریهٔ ۲۰۰۲) بازیکن فوتبال اهل ایتالیا است.